# Дракула (англоезичен филм, 1931)
„Дракула“ (на английски: Dracula) е американски филм на ужасите от 1931 г. на режисьора Тод Браунинг по сценарий на Гарет Форт и е адаптация на едноименния роман, написан от Брам Стокър и пиеса на Хамилтън Дийн и Джон Л. Балдерстон. Едноименната роля се изпълнява от Бела Лугоши.
Продуциран и разпространен от „Юнивърсъл Пикчърс“, „Дракула“ е първата звукова филмова адаптация по роман на Стокър.
Премиерата на филма се състои в Ню Йорк на 12 февруари 1931 г. и излиза по кината на 14 февруари. Испаноезичната версия на филма излиза два месеца по-късно на същата година, но със същия разпространител.

## Актьорски състав
- Бела Лугоши – Граф Дракула
- Хелън Чандлър – Мина Сеуърд
- Дейвид Манърс – Джон Харкър
- Дуайт Фрай – Ренфийлд
- Едуард Ван Слоун – Ван Хелсинг
- Хърбърт Бънстън – доктор Сеуърд
- Францес Дейд – Луси Уестън
- Джон Стандинг – сестра Бригс
- Чарлс Джерард – Мартин
- Халиуел Хобис – Хокинс